# جائزة مصر لأدب الأطفال
جائزة مصر لأدب الأطفال إحدى أهم الجوائز التي تقدم للمبدعين عن أعمال للأطفال في مجالات الكتابة والرسم وكتابة البرمجيات. تمنح للمحترفين والهواة، وقد أفرزت بعد إنشائها العديد من المبدعين المهمين في مجالاتها كما نشطت عملية نشر كتب وبرمجيات الطفل في مصر والوطن العربي. كانت عند بداية انشائها الوحيدة من نوعها في الوطن العربي وللجائزة مجلس خاص بها وتتولى منحها جمعية الرعاية المتكاملة. تم تغيير اسمها من «جائزة سوزان مبارك» بعد ثورة 25 يناير.

## الفائزين

### 2006
- عبير محمد أنور عن كتابها «التوتة».[2]